# Virginia Louisa Minor
Virginia Louisa Minor (født 27. marts 1824, død 14. august 1894) var en amerikansk kvindesagsforkæmper. I 1865 foreslog hun som den første kvinde i Missouri, at kvinder skulle have stemmeret. Mest kendt er hun i dag nok for retssagen Minor vs. Happersett, som blev anlagt i 1872, da hun blev nægtet adgang til at registrere sig som vælger ved præsidentvalget.

## Historie
Minor blev født i Virginia og i 1843 blev hun gift med en fjern slægtning, advokaten Francis Minor. De slog sig ned i St. Louis, Missouri. Under den amerikanske borgerkrig arbejdede hun som frivillig i Western Sanitary Commission, og det arbejde som kvinderne i denne og andre organisationer udførte under krigen, gav hende den overbevisning, at kvinder fortjente en politisk ligestilling med mænd.
I 1865 foreslog hun så, at kvinder skulle have stemmeret, og i 1867 fremsatte hun en officiel anmodning om dette, som dog blev afvist. Samme år oprettede hun og blev formand for St. Louis afdelingen af Womans Suffrage Association of Missouri, (WSA). Hun var ligeledes medlem af National Woman Suffrage Association (NWSA), og dette fik hende i den sidste ende til at trække sig som formand for WSA, da organisationen valgte at slutte sig sammen med en anden ligeberettigelsesorganisation, American Woman Suffrage Association, der efter Minors mening var for konservativ.
I 1869 forslog hun i NWSA, at man skulle søge stemmeret for kvinder ved at henvise til, at det 14. forfatningstillæg fra 1868 garanterede ligeret for alle borgere. Hun argumenterede for spørgsmålet i en bog, som hun skrev sammen med sin mand, og i denne plæderede de for, at netop dette forfatningstillæg (Amendment) bestemte at kvinder var ligeværdige borger i USA, og havde alle de samme rettigheder og privilegier som mænd 1). Dette argument anvendte NWSA i mange år. I 1879 etablerede organisationen en afdeling i Missouri og Minor blev dens præsident, og da de to store ligeberettigelsesorganisationer slog sig sammen, blev hun i 1890 præsident for den nye organisation, National American Woman Suffrage Organisations afdeling i Missouri. I 1892 trak hun sig tilbage fra posten af helbredsmæssige grunde.
1)	Med vedtagelsen af det 14. forfatningstillæg er det i øvrigt første gang at forfatningen udtrykkeligt nævner mænd. Kvinder nævnes derimod ikke.

## Sagen Minor vs. Happersett
I oktober 1872 ville Minor registrere sig som vælger til præsidentvalget i St. Louis, men blev afvist af valgregistratoren i 6. valgdistrikt i St. Louis. Registratoren, Reese Happersett ville ikke registrere Minor fordi hun var kvinde. Minor ville derfor lægge sag an mod registratoren personligt, men som gift kvinde kunne hun ikke anlægge sag. Det fik gifte kvinder først ret til i Missouri i 1889.
Det var derfor hendes mand, Francis Minor som anlagde sagen på hendes vegne. Sagen startede i det gamle domhus i St. Louis, hvor også den berømte sag Dred Scott vs. Sanford var startet nogle år tidligere. Sagen blev appelleret helt til USA's Højesteret, som afgjorde at de privilegier og rettigheder, som omtales i det 14. forfatningstillæg ikke er specificeret i tillægget, og hvis en enkelt stat derfor bestemmer at valg- og stemmeret kun kan opnås af mænd, er det ikke derfor en krænkelse af kvindernes borgerrettigheder. Minor tabte altså sagen, men den fokus på kvindernes rettigheder, som sagen rejse, var en medvirkende årsag, til at man begyndte at interessere for de valglove, der blev vedtaget i de enkelte stater, og til sidst gav kvinderne deres stemmeret tilbage! 
Man skal her huske, at efter revolutionen i 1776 havde kvinder i USA stemmeret, men senere mistede de den igen. Den første stat, der fratog kvinderne stemmeretten var New York i 1777, og i 1807 havde kvinder ikke længere stemmeret i nogen stat. Først efter borgerkrigen fik kvinder igen stemmeret, men kun i territorierne Wyoming (1869) og Utah (1870, retten blev i øvrigt frataget igen i 1887) , altså ikke i nogen stat. I 1896 gav Idaho som den første stat kvinderne stemmeret. I 1920 vedtog USA kongres så det 19. forfatningstillæg, der gav kvinder stemmeret generelt.

## Andre sager fra perioden
- State vs. Tom Dula (North Carolina, 1867): Sagen handlede om mordet på Laura Foster. Anklaget var Thomas C. Dula, bedre kendt som Tom Dooley.
- Dred Scott vs. Sanford, Missouri,1846: Sagen handlede om Dred Scotts ret til at forblive fri, efter at hans ejer havde bragt ham til et slavefrit område og senere tilbage til en af slavestaterne-